# ナトゥルノ
ナトゥルノ（イタリア語: Naturno ; ドイツ語: Naturns ナトゥルンス）は、イタリア共和国トレンティーノ＝アルト・アディジェ州ボルツァーノ自治県にある、人口約5,900人の基礎自治体（コムーネ）。

## 地理

### 位置・広がり
ボルツァーノ自治県西部のコムーネ。メラーノから西南西へ約12km、シランドロから東へ約18km、県都ボルツァーノから西北西へ約31km、州都トレントから北へ約65kmの距離にある。

#### 隣接コムーネ

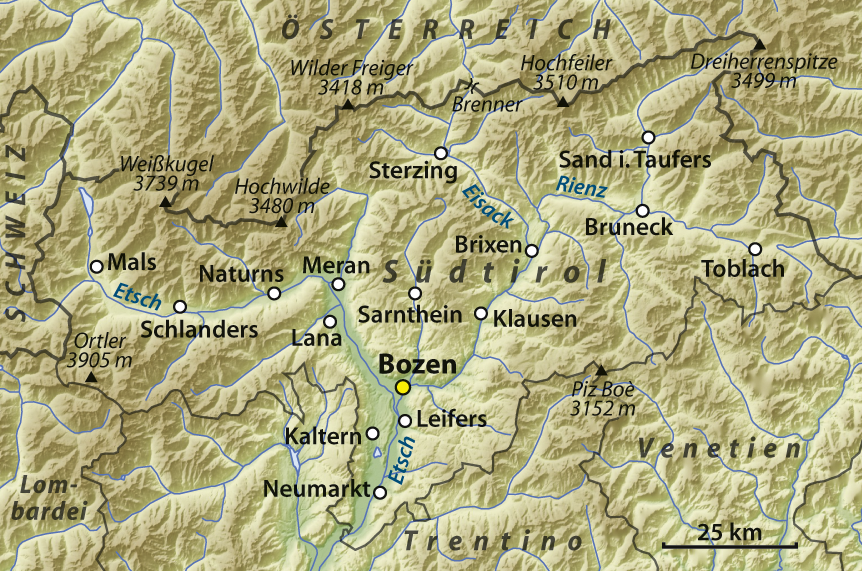
ボルツァーノ/南チロル自治県地図（地名はドイツ語表記）

隣接するコムーネは以下の通り。
- カステルベッロ＝チャルデス
- ラグンド
- ラーナ
- パルチーネス
- プラウス
- サン・パンクラーツィオ
- セナーレス
- ウルティモ

### 地勢
- 川: アディジェ川

## 住民

### 言語
| 言語集団調査（2011年） | 言語集団調査（2011年） | 言語集団調査（2011年） | 言語集団調査（2011年） | 言語集団調査（2011年） |
| ---------------------- | ---------------------- | ---------------------- | ---------------------- | ---------------------- |
|                        |                        |                        |                        |                        |
| ドイツ語               | ドイツ語               |                        | 96.83%                 | 96.83%                 |
| イタリア語             | イタリア語             |                        | 3.04%                  | 3.04%                  |
| ラディン語             | ラディン語             |                        | 0.14%                  | 0.14%                  |

2011年に行われた、住民がドイツ語・イタリア語・ラディン語のいずれの「言語集団」に属するかの調査によれば（ボルツァーノ自治県#言語集団調査参照）、住民の約97%がドイツ語話者である。